# Carles Marquès i Virgili
Carles Marquès i Virgili (Tarragona, 30 d'agost de 1962) es un periodista i escriptor —especialment dramaturg i guionista— català, que s'ha dedicat també a la gestió cultural.
Des de novembre del 2023 és un dels cinc columnistes setmanals de la nova etapa del Diari Més, del Camp de Tarragona, on cada dimecres publica una columna sota l'epígraf Golfus de Tàrraco.

## Biografia
Va estudiar Ciències de la Informació a la Universitat Autònoma de Barcelona (1980-1985). Va publicar els primers articles al novembre de l'any 1980 al Diari de Barcelona. Ha treballat de redactor i guionista a diversos mitjans i institucions com ara El Periódico de Catalunya (1983-1985), Televisió Espanyola (1985-1992), el diari Avui (1992-1995) i Catalunya Ràdio (1997-2004), fent especial atenció als temes culturals.
El 2006 va ser nomenat assessor del conseller primer de la Generalitat de Catalunya. També ha escrit i dirigit obres de teatre, i és autor de contes i de llibres de divulgació basats en el territori. Com a actor radiofònic, ha participat en diversos programes com la sèrie 1714, de Catalunya Ràdio, basada en la trilogia del mateix títol d'Alfred Bosch, o Maleït telèfon i l'infantil Patim, patam, patum, ambdós de Catalunya Cultura.
En el camp de l'humor, va ser guionista del programa El món s'acaba (1997-2004), dirigit per Xavier Graset, a Catalunya Ràdio i va col·laborar en la revista d'humor políticament incòmode Angelitos negros (1999), que dirigia l'humorista gràfic Alfons López.
Del 2007 al 2016 ha dirigit el CaixaForum Tarragona i a partir del novembre del 2021 ha presentat una secció de llibres i teatre al programa Som-hi de la televisió local del Camp de Tarragona TAC12.

### Teatre

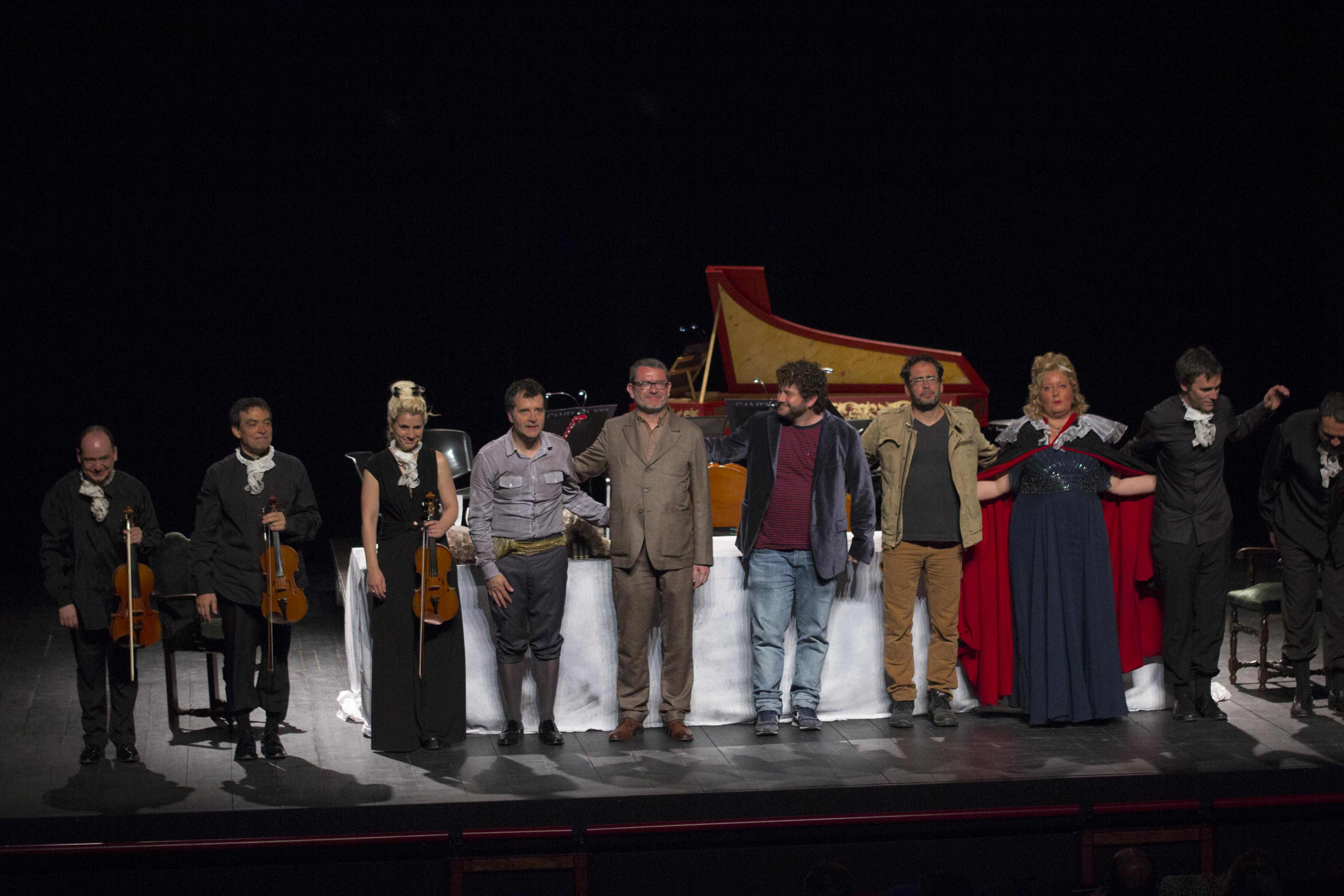
Carles Marquès (cinquè des de l'esquerra) en l'estrena de l'obra de teatre 'Sartine, "rei" de París' al Teatre Tarragona (20 de maig del 2016)

En els darrers anys ha desenvolupat projectes teatrals vinculats a la ciutat de Tarragona, com ara una obra inspirada en el personatge històric d'Antoine de Sartine, polític francès nascut a Barcelona (1729) i mort a Tarragona (1801), obra estrenada el 20 de maig de 2016 al Teatre Tarragona, amb l'actor Raimon Molins, la soprano Alba Rosa Forasté, la formació musical Camerata XXI i la direcció de Marc Chornet. També ha escrit i dirigit un musical jove amb cançons del grup tarragoní Els Pets, que es va estrenar el 13 de juny de 2015 al Teatre Metropol.
El 19 de maig de 2021 es va representar una lectura teatral de la seva obra Ni morir us fa viure? al teatre El Magatzem de Tarragona, amb direcció escènica de Míriam Alamany i interpretació de la mateixa Míriam Alamany, Carles Martínez, Carme González i Ramon Vila.

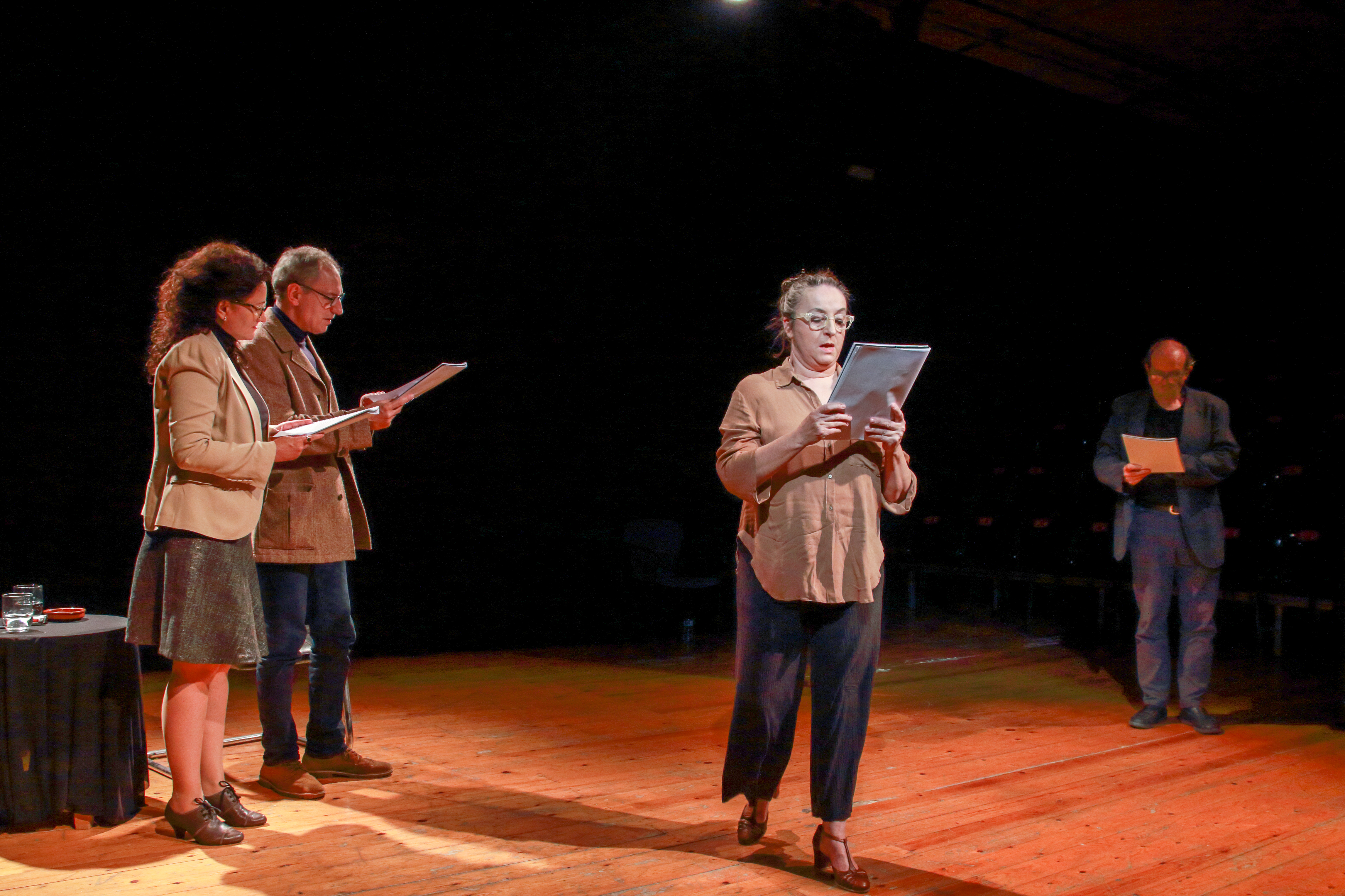
Míriam Alamany, Carles Martínez, Carme González i Ramon Vila a la lectura teatral de Ni morir us fa viure?, de Carles Marquès. Teatre El Magatzem, Tarragona (19 de maig del 2021)

El març de 2022 va estrenar amb l'humorista gràfic Napi una obra de radioteatre, Olla barrejada, a les emissores de ràdio de la Xarxa al Camp de Tarragona. El 2024, va estrenar La independència de Tarragona, i un dels seus textos, Es farà la Medea a Tarragona?, va ser escollit pel Festival Internacional de Teatre de Tarragona (FITT), com a storywalker, en català, castellà i anglès, de l'edició onzena del Festival. Aquest text, segons l'organització del FITT, és «una representació de la visita de Margarida Xirgu a Tarragona per contemplar la viabilitat de representar l’obra de Sèneca a la ciutat».

## Obres destacades
Llibres de ficció
- 2016 Capbreu. 322 microrelats.[21]

Llibres de divulgació
- 2005 Tarragona, patrimoni humà (Menorca: Triangle Postals, 2005). Premi 2005 de la Generalitat de Catalunya al millor llibre editat de promoció turística.[22] ISBN 978-84-8478-181-3
- 2009 Sitges, de blanca a multicolor (Menorca: Triangle Postals, 2009) ISBN 978-84-8478-333-6
- 2009Terres escrites, els camins de la llengua (Menorca: Triangle Postals, 2009) ISBN 978-84-8478-379-4
- 2009 Mira Barcelona (Menorca: Triangle Postals, 2009) ISBN 978-84-8478-413-5
- 2017 Tarragona, història viva (Menorca: Triangle Postals, 2017). ISBN 978-84-8478-759-4

Teatre, radioteatre i guions
- 2001 Ningú t'estima tant com jo, guió dramàtic (radioteatre), emissora Catalunya Cultura[23]
- 2003 Humans i diversos[24]
- 2004 Guió del programa Dies de música de Catalunya Música. Menció de qualitat en els premis Ràdio Associació de Catalunya 2005[25]
- 2013 Sartine, «rei» de París[26]
- 2015 30 anys, bon dia![15]
- 2016 Un regne sense nom
- 2021 Ni morir us fa viure?
- 2022 Olla barrejada (radioteatre), emissores de ràdio de la Xarxa al Camp de Tarragona.
- 2022 Un concert memorable, versió teatral de la novel·la del mateix títol de Berta Jardí.[27]
- 2024, La independència de Tarragona, lectura teatral amb Fermí Fernández i Jaume Martell Gassó.[19]
- 2024, Es farà la Medea a Tarragona?, storywalker del Festival Internacional de Teatre de Tarragona (FITT).[20]